# نيدر-أولم
نيدر الم (بالألمانية: Nieder-Olm) هي بلدة ألمانية تقع في ألمانيا في نيدر-أولم. يقدر عدد سكانها بـ 9,199 نسمة .

## المدن التوأمة
مدن Recey-sur-Ource، Bussolengo و الكدية هي مدن توأمة لـنيدر الم.